# 五户乡
五户乡，是中华人民共和国甘肃省临夏回族自治州康乐县下辖的一个乡镇级行政单位。

## 行政区划
五户乡下辖以下地区：
蔡家村、打门村、丁家沟村、丁滩村、汪家沟村、汪滩村、五户村、吓窑村、元树村和朱家村。